# 東角道
東角道（とうかくどう、英語: East Point Road）は、香港島湾仔区の銅鑼湾にある商業ストリート。休日には歩行者天国となる。
東角道から1ブロック北には、香港怡東酒店と世界貿易中心の間を通る形での車道区間が存在している。これは東角道の北側への延伸部分であるが、現在はホテルの屋外駐車スペースや送迎エリアとして使用されている。地下は駐車場として掘り広げられており、台風シェルターや奇力島に連絡する地下横断歩道がある。

## 近隣施設
- 置安大廈
- 怡安大廈
- 駱克道
- 記利佐治街
- 東角中心
- 香港崇光百貨
- 金百利商場
- 怡和街